# Eingehende Baumuntersuchung

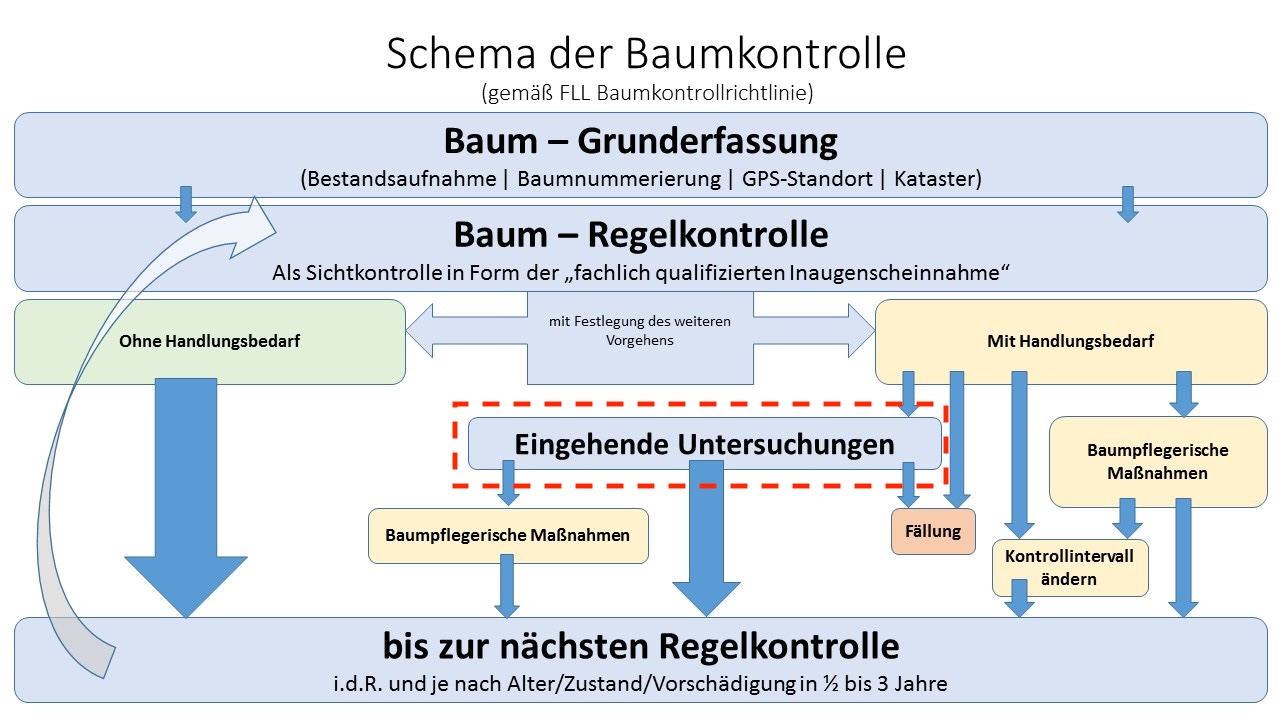
Einordnung der eingehenden Baumuntersuchung in die Abfolge bei der Erfüllung der Sorgfaltsverpflichtungen des Eigentümers eines Baumes.

Als eingehende Baumuntersuchung wird die Untersuchung eines Baumes durch einen speziell fortgebildeten Sachverständigen bezeichnet. Dabei untersucht der Sachverständige, ob die Verkehrssicherheit des Baumes noch gegeben ist. Eine eingehende Untersuchung soll angeordnet werden, wenn während der regelmäßigen Baumkontrolle Zweifel aufkommen, ob der Baum verkehrssicher ist. Solche Zweifel können beispielsweise entstehen, wenn Schädigungen des Holzkörpers festgestellt werden oder der Wurzelraum erkennbar geschädigt wurde.

## Methodik
Ziel der eingehenden Baumuntersuchung ist es, eine Aussage zu treffen, ob ein Baum, der bei einer regelmäßigen Baumkontrolle Defektsymptome zeigte, noch verkehrssicher ist. Solche Defektsymptome sind beispielsweise Schädigungen des Holzkörpers wie Stammrisse, Stammhöhlungen, Fruchtkörper xylobionter Pilze oder V-Zwiesel oder Beschädigungen im Wurzelraum (bspw. durch Befahrung oder Bautätigkeit). Zur Beurteilung der Verkehrssicherheit müssen einerseits die Bruchsicherheit und andererseits die Standsicherheit evaluiert werden. Bruchsicherheit wird als der Widerstand von Stamm- und Kronenteilen gegen Brechen definiert, während Standsicherheit die Verankerung des Baumes im Boden betrifft.
Während regelmäßige Baumkontrollen nicht grundsätzlich durch speziell ausgebildetes Personal ausgeführt werden müssen, ist eine eingehende Baumuntersuchung stets von dafür fortgebildeten Sachverständigen auszuführen. In der Praxis werden Baumuntersuchungen oft von Forstwissenschaftlern, Fachagrarwirten für Baumpflege, Biologen, Ingenieuren und Absolventen des Bachelorstudiengangs Arboristik ausgeführt.

### Visuelle Untersuchung
Gemäß den Baumuntersuchungsrichtlinien der FLL ist der Ausgangspunkt jeder eingehenden Baumuntersuchung eine intensive, visuelle Untersuchung des Baumes und seines Umfeldes. Die visuelle Untersuchung kann unterstützt werden durch den Einsatz von Hilfsmitteln wie beispielsweise Sondierstab, Höhenmessgerät, Fernglas, Lupe und Maßband. Gegebenenfalls verschafft sich der Untersuchende durch eine Hubarbeitsbühne oder Seilklettertechnik Zugang in die Baumkrone. 
In Erweiterung des visuellen Ansatzes kann zur Überprüfung des Holzkörpers auf Hohlräume ein Schonhammer genutzt werden: wenn der Holzkörper einen Hohlraum aufweist, entsteht beim Abklopfen mit einem Schonhammer ein dumpfes, hohles Geräusch.

### Technische Untersuchung

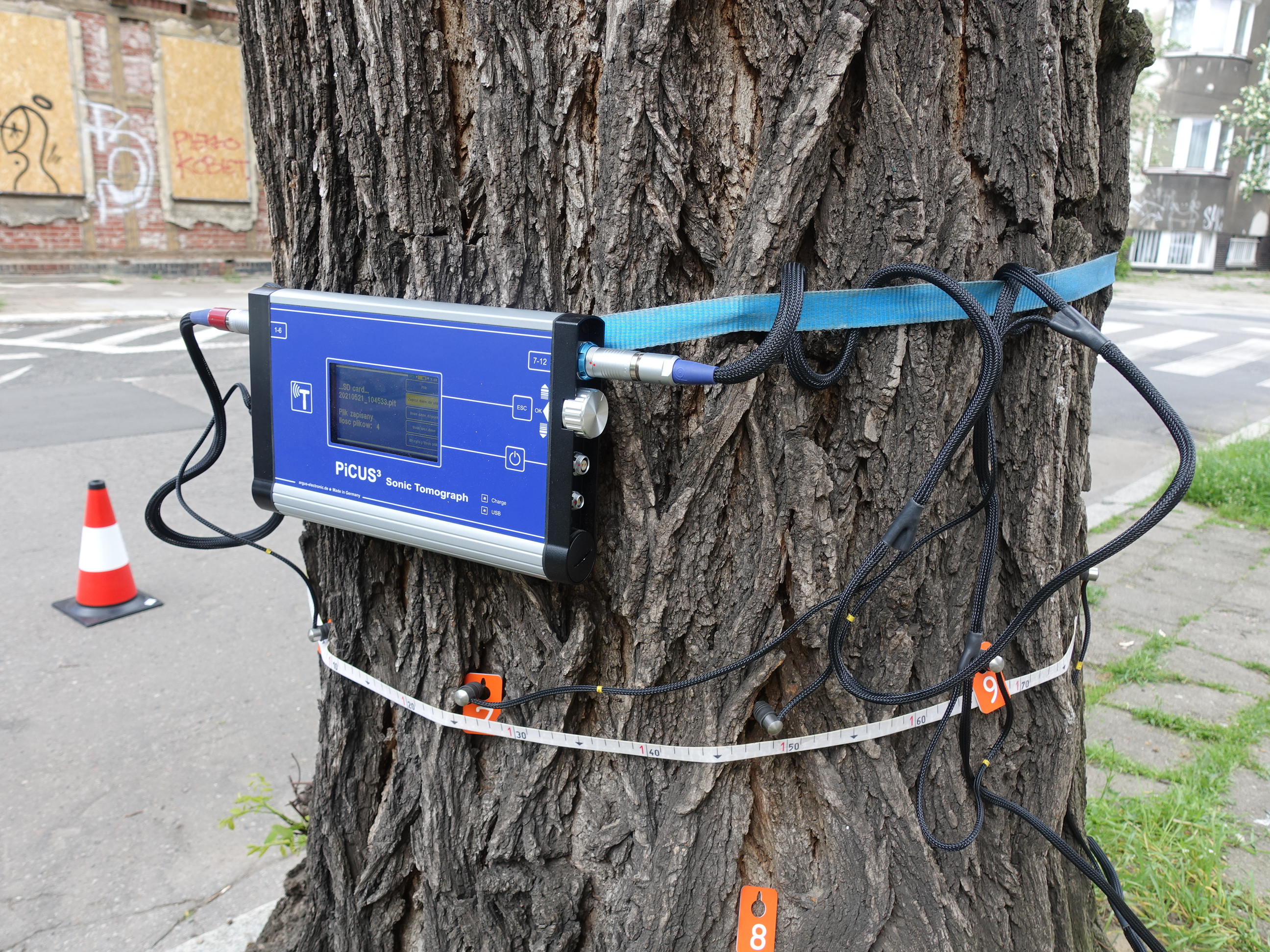
Zur Messung an einem Baum installierter Schalltomograph.

Wenn eine abschließende Bewertung der Verkehrssicherheit des Baumes durch die visuelle Untersuchung nicht möglich ist, werden technische Untersuchungsverfahren angewendet oder statische Berechnungen wie die Statisch integrierte Abschätzung (SIA) durchgeführt. Grundsätzlich kann unterschieden werden in Verfahren, die eine zerstörungsfreie Untersuchung ermöglichen, sowie Verfahren, die invasiv sind und somit den Baum schädigen. Als zerstörungsfrei gelten vor allem die Untersuchung des Holzkörpers durch Impulstomographie, elektrische Widerstandstomographie und der Belastungstest durch einen Zugversuch am Baum. Als invasive Verfahren gelten beispielsweise die Bohrwiderstandsmessung und die Entnahme von Bohrkernen aus dem Holzkörper durch einen Zuwachsbohrer.
Die genannten invasiven Verfahren stehen in der Kritik, mehr oder weniger starke Schäden zu verursachen, denn die Bohrkanäle im Holz dienen als Eintrittspforte für Schaderreger. Des Weiteren werden bei der eingehenden Untersuchung in der Regel vorgeschädigte Bäume untersucht. Der angelegte Bohrkanal durchbricht dann die Schutzwände (siehe CODIT-Modell), die der Baum im Vorfeld angelegt hat, wodurch die weitere Ausbreitung des Schaderregers gefördert wird. Die Schädigung eines Baumes muss also im Vorfeld gegen den erwarteten Informationsgewinn abgewogen werden. Hierbei gilt es zu Bedenken, dass Bohrwiderstandsmessungen zwar bei korrekter Anwendung mit der Dichte des Holzes korrelieren, dies aber nur begrenzt Rückschlüsse auf die Festigkeit oder Bruchsicherheit des Holzkörpers erlaubt. Somit wird ein hohes Maß an Erfahrung und Fachwissen zur Ergebnisinterpretation vorausgesetzt. Bei Untersuchungen mit Zuwachsbohrern konnten nur etwa 40 bis 70 % der Fäulen erkannt werden. Sein Einsatz wird daher nur noch empfohlen, wenn er notwendig ist, um eine Diagnose an einem bereits absterbenden Baum zu erhärten oder eine Probe eines Erregers aus dem Holzinneren genommen werden muss.
Bei der Untersuchung des Baumumfeldes werden zur Lokalisierung von Wurzeln gelegentlich auch Bodenradar und Geoelektrik eingesetzt.

### Abschluss der Untersuchung
Zum Abschluss einer eingehenden Baumuntersuchung erfolgt die Interpretation und Bewertung der Ergebnisse. Dies umfasst eine Beurteilung der Verkehrssicherheit zum Zeitpunkt der Begutachtung, die Festlegung des weiteren Handlungsbedarfs (bspw. Maßnahmen der Baumpflege, Änderung des Baumkontrollintervalls) und eine Angabe zur Dringlichkeit der notwendigen Maßnahmen. Teil der Beurteilung kann auch eine Prognose über die weitere Entwicklung des Baumes sein, wobei beachtet werden muss, dass eine Baumuntersuchung ausschließlich den aktuellen Zustand erfassen kann und die weitere Entwicklung stark von den Umgebungsbedingungen abhängt.